# Kolonia Augustowska
Kolonia Augustowska – część miasta Augustów w województwie podlaskim.
Kolonia Augustowska położona jest w zachodniej części Augustowa. Sąsiaduje z Wójtowskimi Włókami. Obok Kolonii Augustowskiej przebiega Obwodnica Augustowa.